# Zahna
Zahna är en Ortshaft i staden Zahna-Elster i Landkreis Wittenberg i förbundslandet Sachsen-Anhalt i Tyskland. Zahna var en kommun fram till den 1 januari 2011 när den uppgick i Zahna-Elster. Zahna hade 4 131 invånare 2010.